# Gütersloh

Logo

Gütersloh è una città di 101 158 abitanti (2021) della Renania Settentrionale-Vestfalia, in Germania.
È capoluogo del circondario (Kreis) omonimo (targa GT).
Gütersloh si fregia del titolo di "Grande città di circondario" (Große kreisangehörige Stadt).

## Storia
Una delle più antiche certificazioni sull'esistenza di un insediamento umano in quella che oggi è Gütersloh è il "Pavenstädter Riesenbecher", risalente al XVII secolo a.C.
La località di Gütersloh fu menzionata per la prima volta nell'anno 1184, nel documento dell'abate di Osnabrück. La municipalità di Isselhorst, oggi appartenente alla città, fu a sua volta menzionata per la prima volta nel 1050.

## Geografia fisica

### Posizione
Gütersloh si trova al centro del suo circondario e nella parte meridionale della foresta di Teutoburgo, vicino al confine con la Bassa Sassonia. Da Bielefeld dista circa 15 km, 20 da Osnabrück, e circa 60 da Hannover.

### Suddivisione
La città si suddivide in 7 distretti cittadini (Stadtteile):
- Avenwedde
- Ebbesloh
- Friedrichsdorf
- Hollen
- Isselhorst
- Niehorst
- Spexard

## Società

### Evoluzione demografica
| Data      | Abitanti |
| --------- | -------- |
| 1532      | 29       |
| 1578      | 101      |
| 1644      | 700      |
| 1-12-1840 | 2 844    |
| 3-12-1843 | 2 934    |
| 3-12-1855 | 3 585    |
| 1-12-1871 | 4 300    |
| 1-12-1875 | 4 544    |
| 1-12-1885 | 5 356    |
|           |          |

| Data      | Abitanti |
| --------- | -------- |
| 1-12-1890 | 5 900    |
| 1-12-1900 | 7 100    |
| 1-12-1905 | 7 400    |
| 1-12-1910 | 18 336   |
| 1-12-1916 | 17 360   |
| 5-12-1917 | 17 167   |
| 8-12-1919 | 20 194   |
| 16-6-1925 | 22 138   |
| 16-6-1933 | 25 879   |
|           |          |

| Data       | Abitanti |
| ---------- | -------- |
| 17-5-1939  | 32 841   |
| 31-12-1945 | 39 756   |
| 29-10-1946 | 35 968   |
| 13-9-1950  | 43 111   |
| 25-9-1956  | 48 362   |
| 6-6-1961   | 52 346   |
| 31-12-1965 | 56 804   |
| 27-5-1970  | 75 297   |
| 31-12-1975 | 77 128   |
|            |          |

| Data       | Abitanti |
| ---------- | -------- |
| 31-12-1980 | 78 221   |
| 31-12-1985 | 79 001   |
| 25-5-1987  | 81 804   |
| 31-12-1990 | 86 807   |
| 31-12-1995 | 92 842   |
| 31-12-2000 | 95 158   |
| 31-12-2005 | 96 145   |
| 31-12-2010 | 96 404   |
|            |          |

## Amministrazione

### Gemellaggi
- Châteauroux, dal 1977
- Broxtowe, dal 1978
- Grudziądz, dal 1989
- Falun, dal 1994
- Ržev, dal 2008

## Galleria d'immagini

Stemma dettagliato
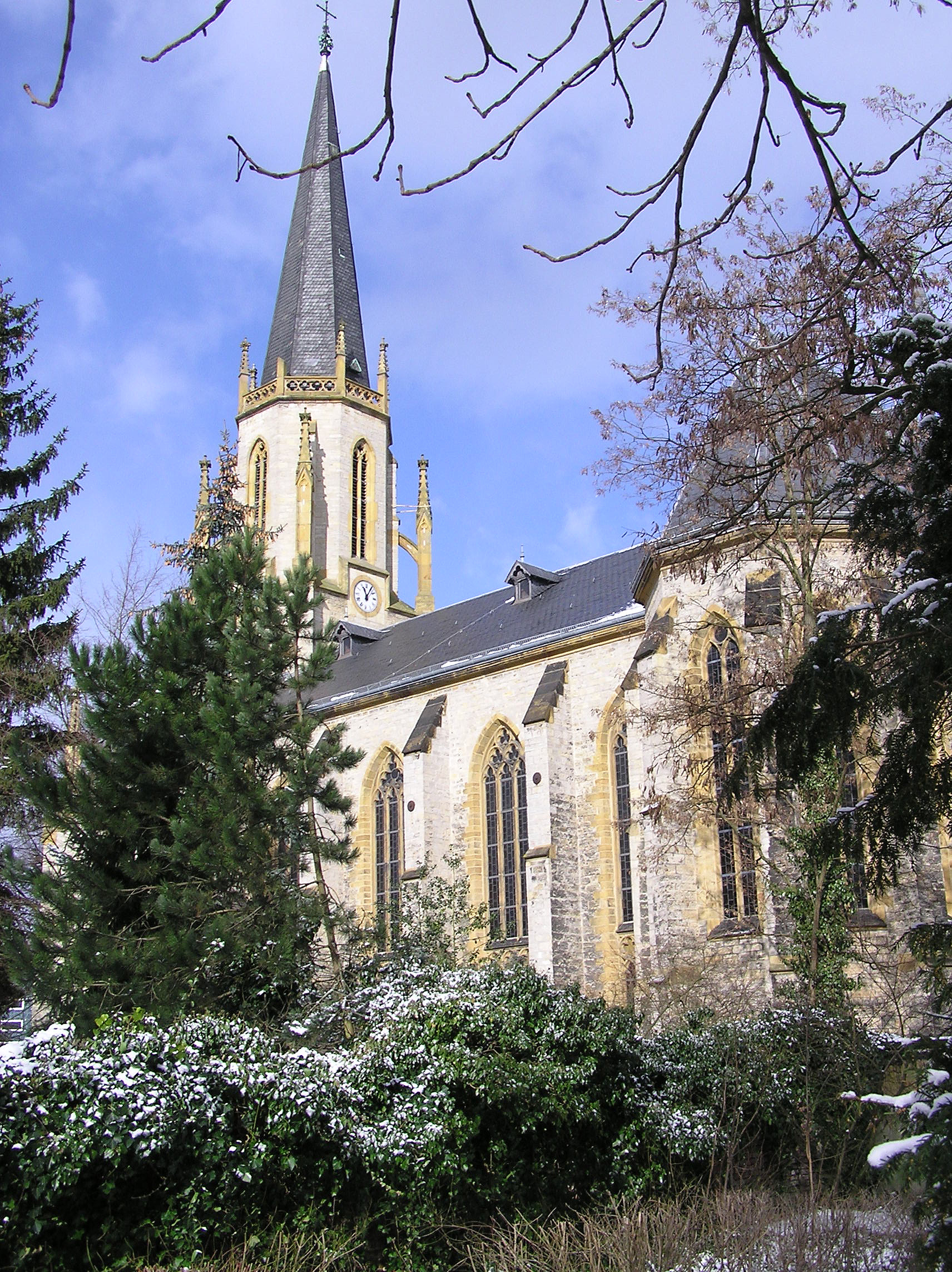
Martin-Luther-Kirche
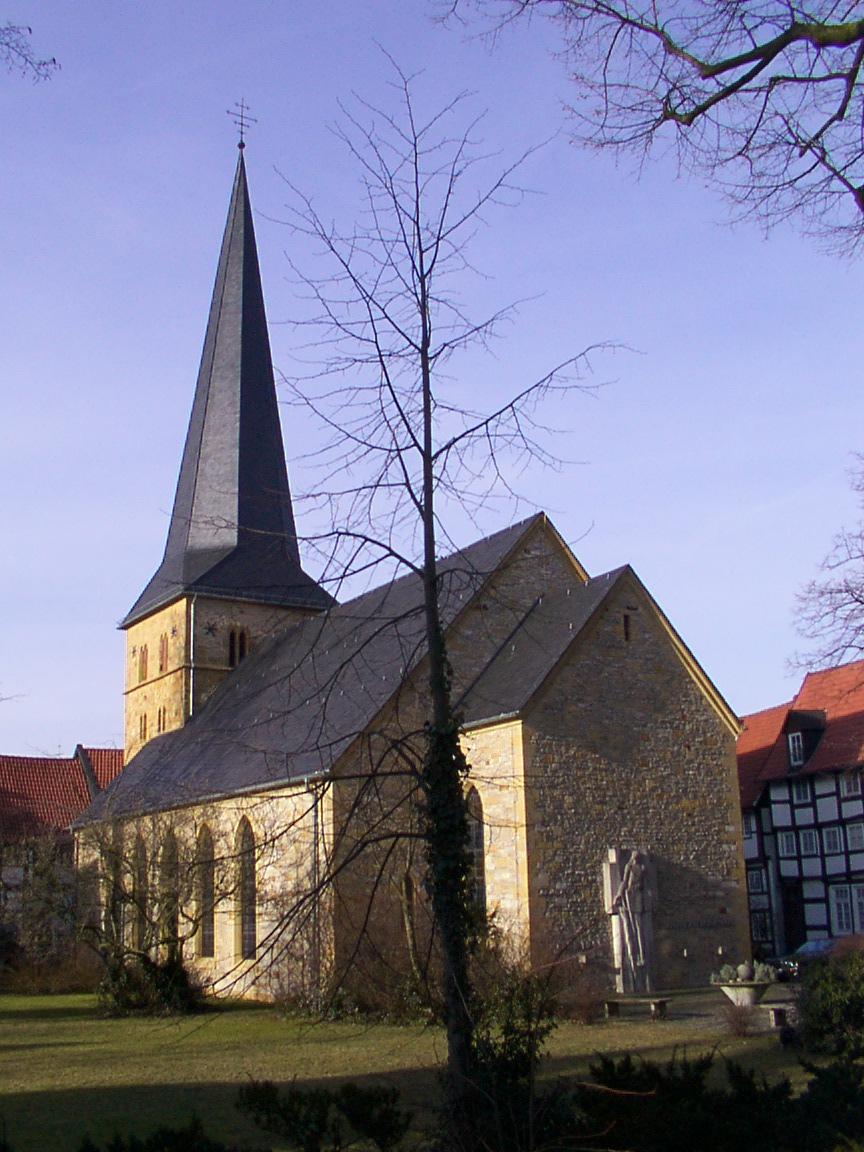
Apostelkirche (Santi Apostoli)
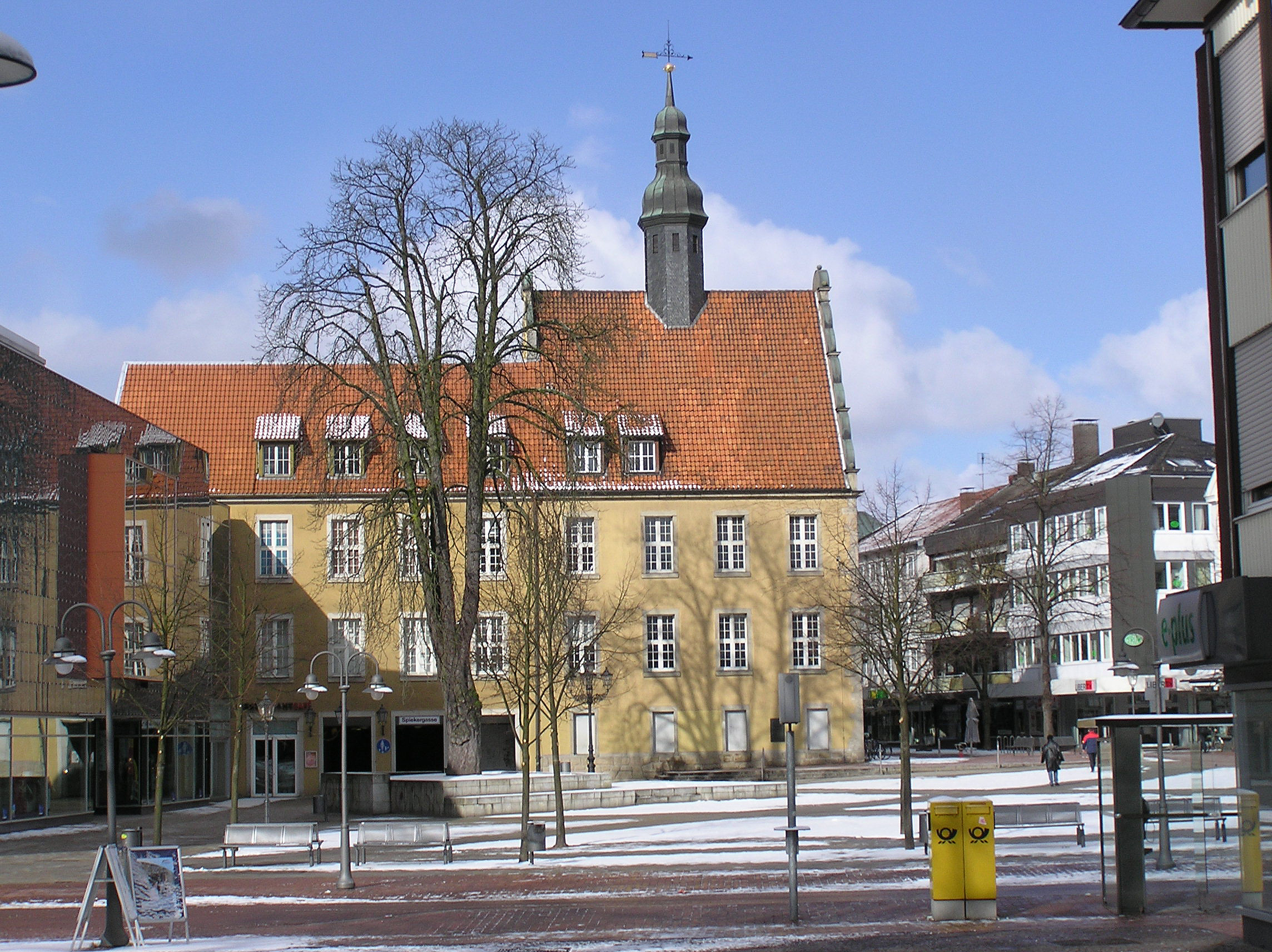
Piazza "Berliner Platz"
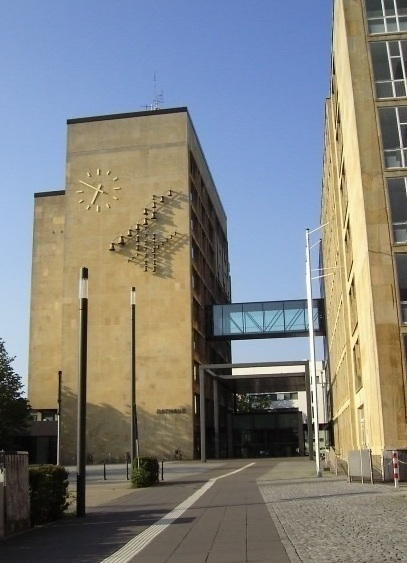
Municipio
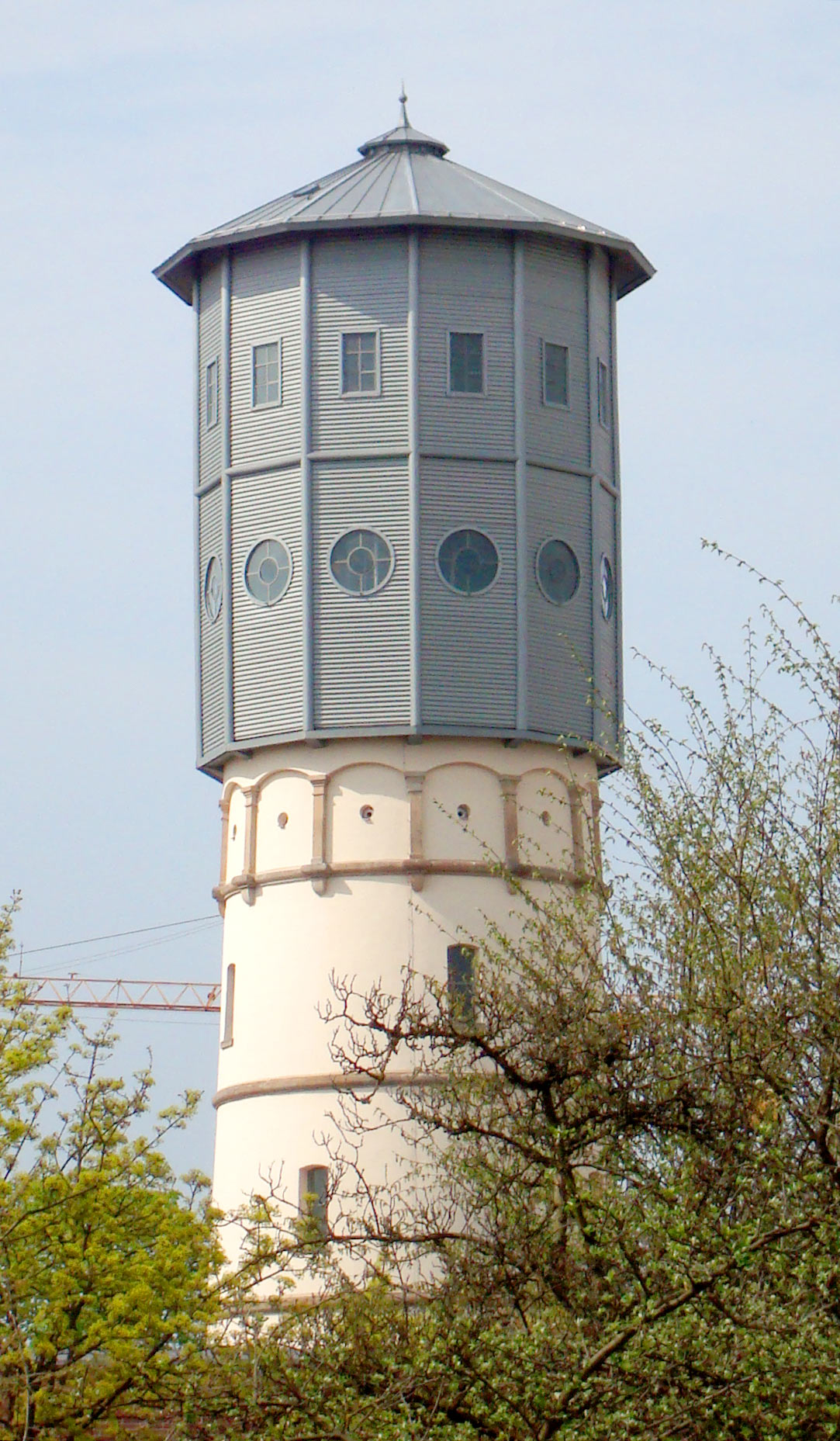
Serbatoio idrico a torre
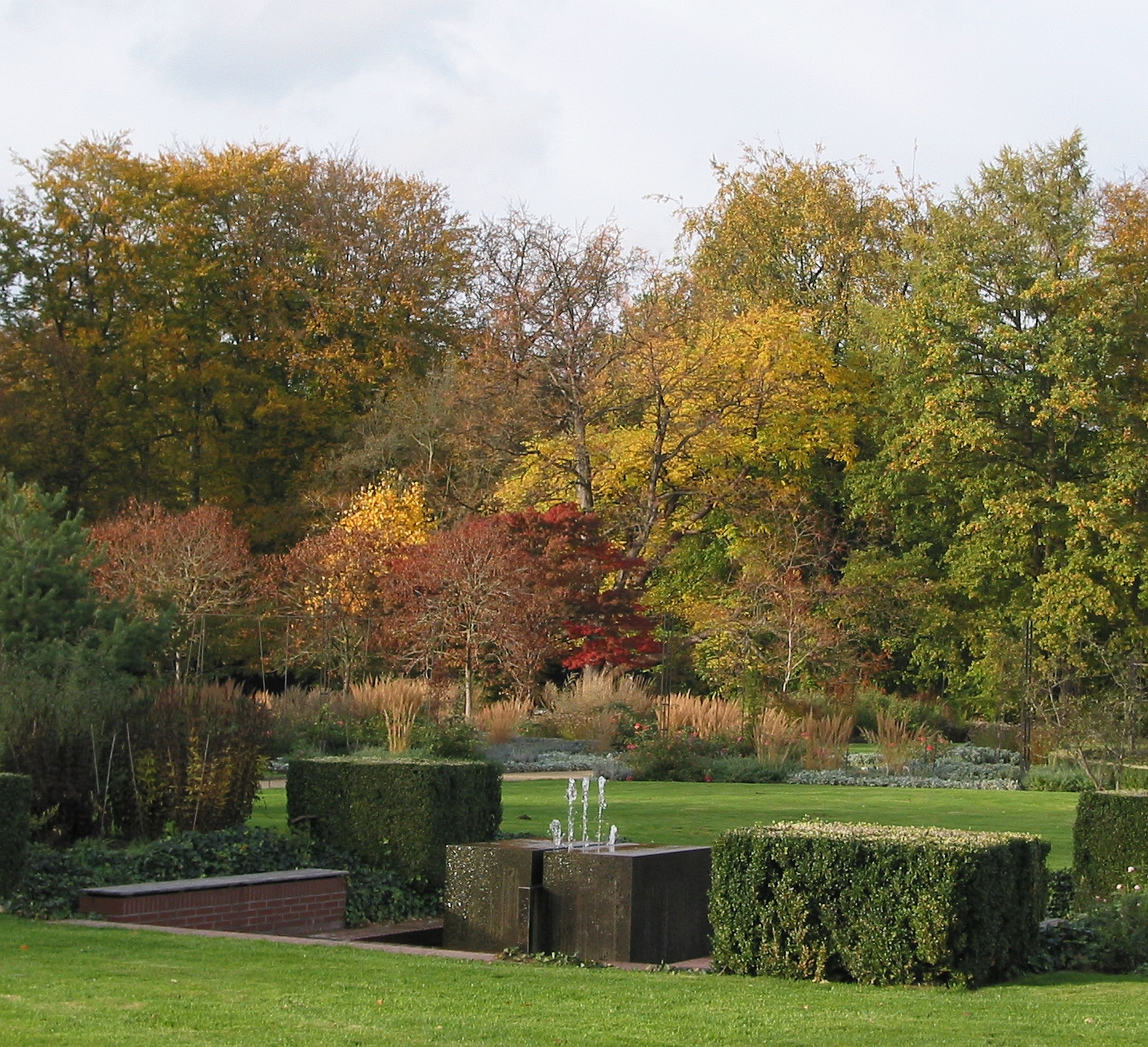
Orto botanico
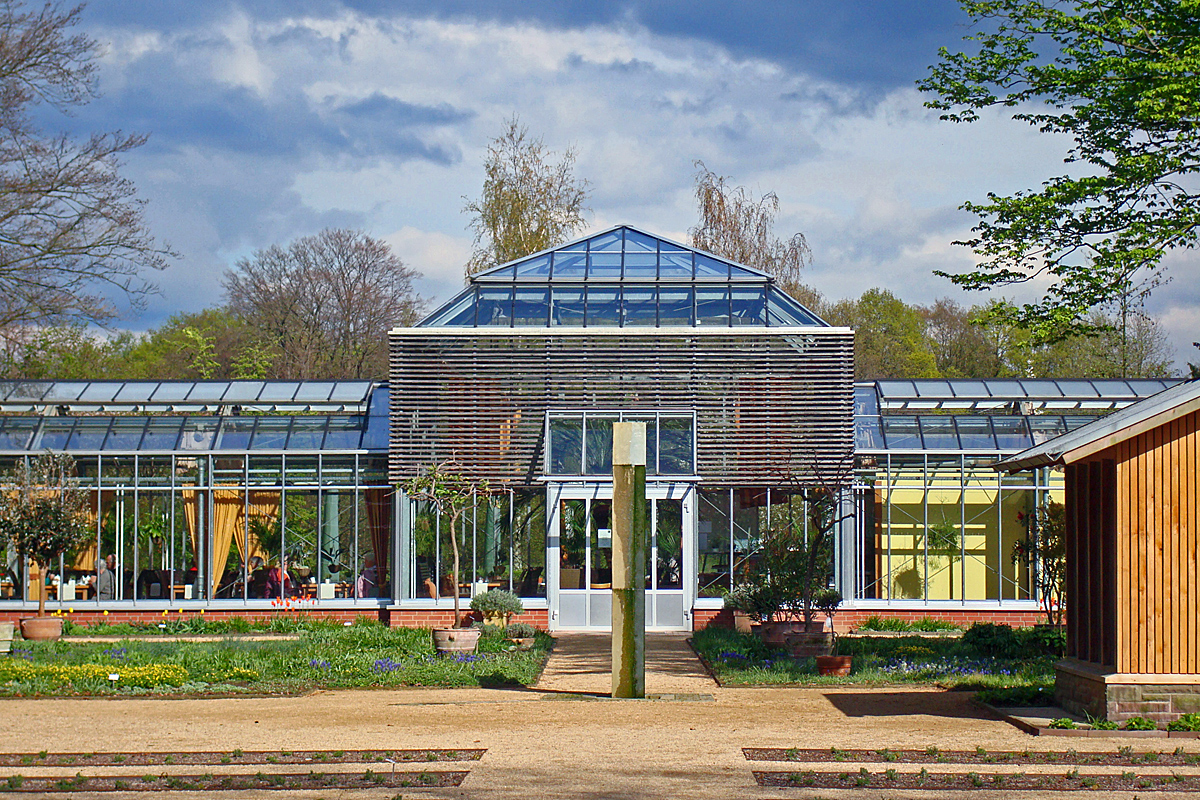
Orto botanico
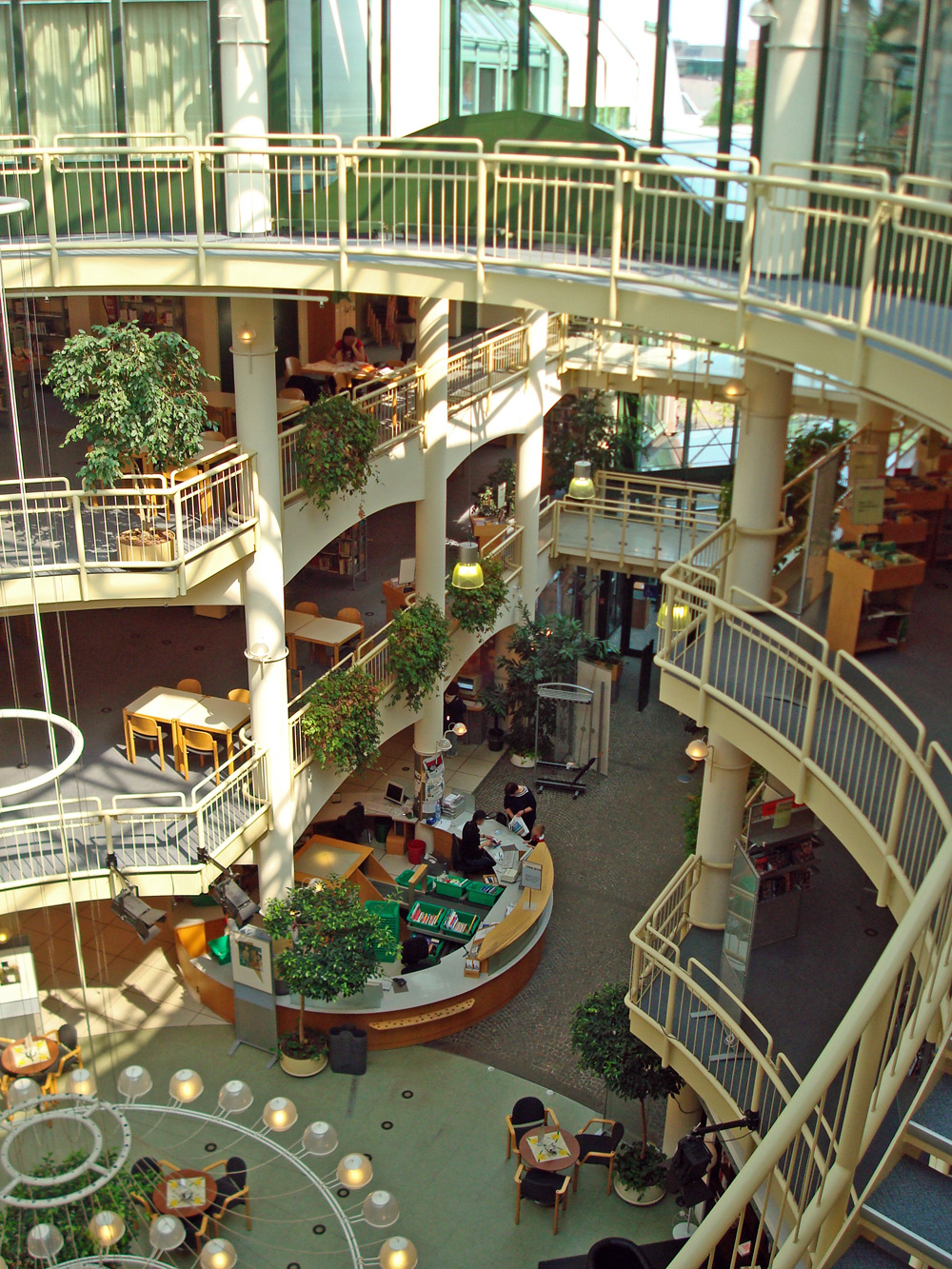
Biblioteca
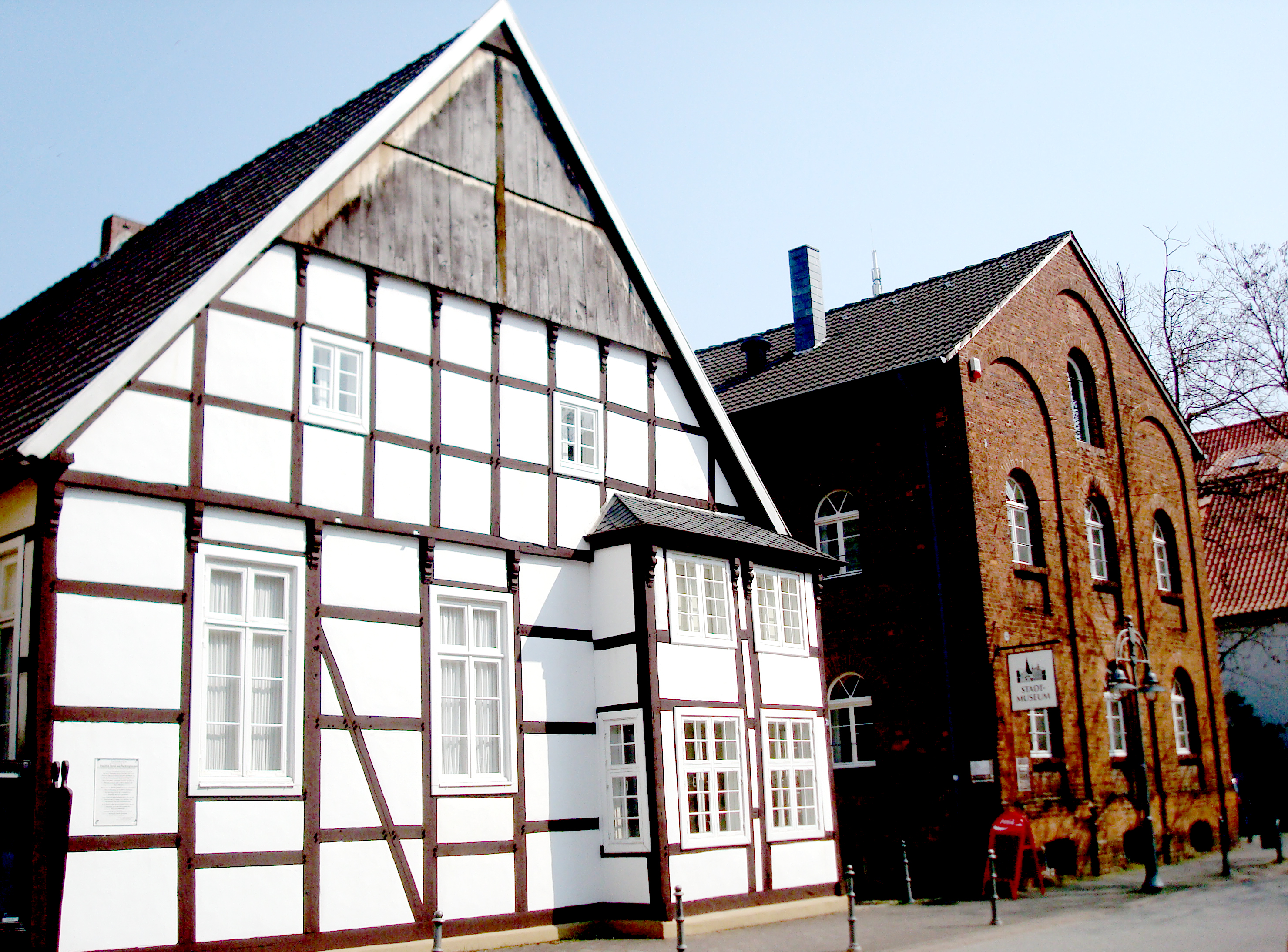
Museo
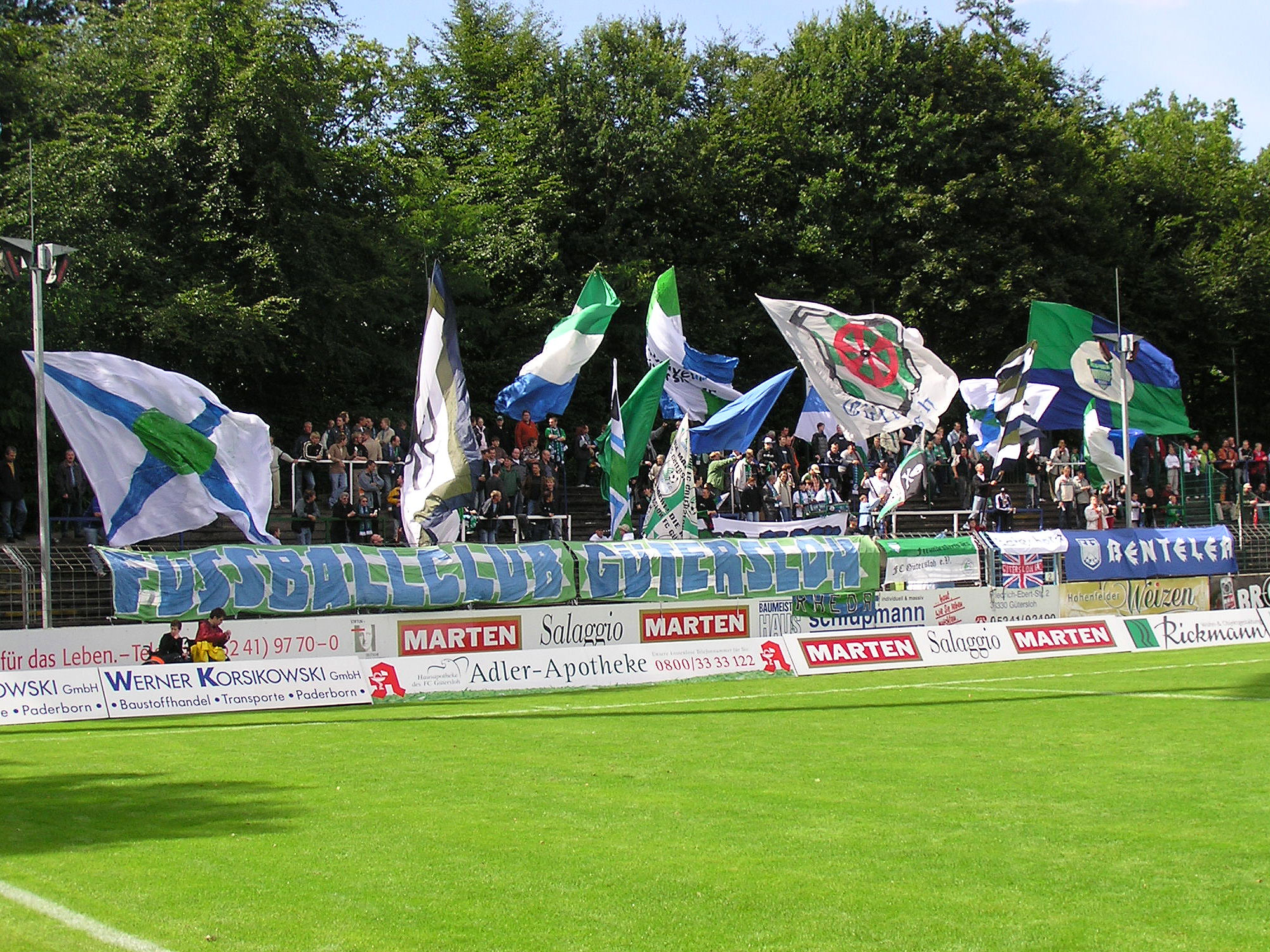
Heidewaldstadion
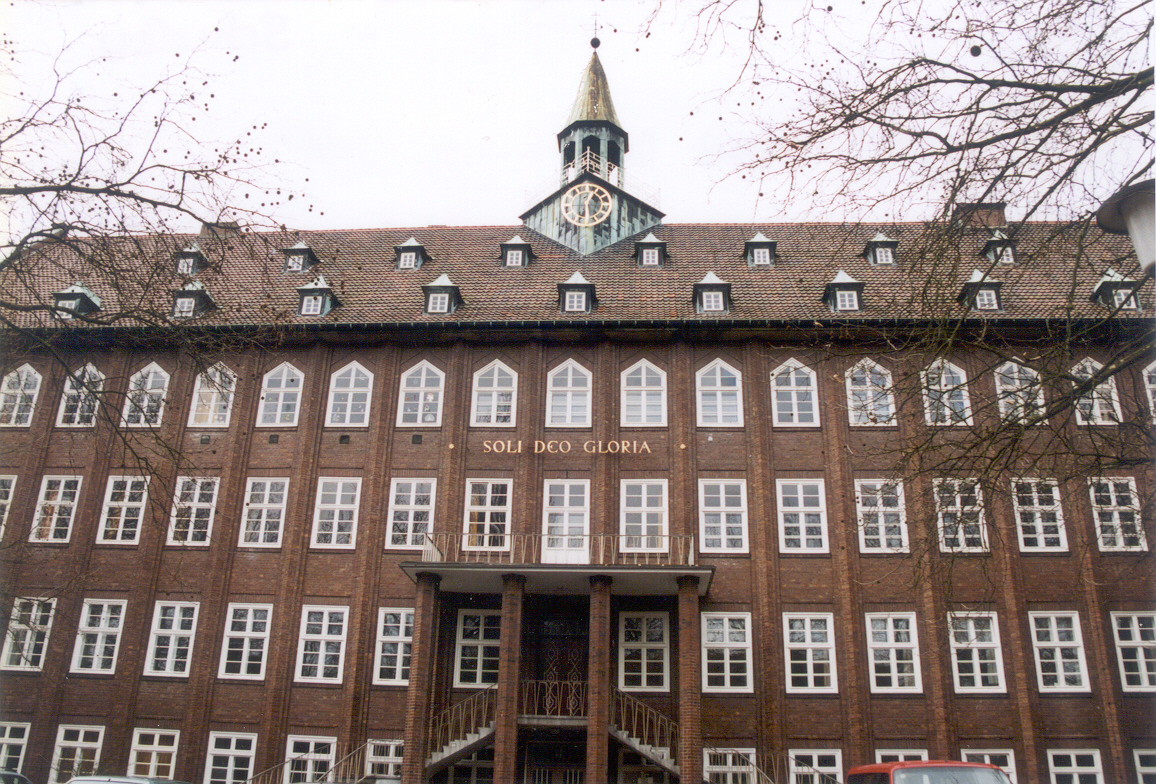
Liceo evangelico
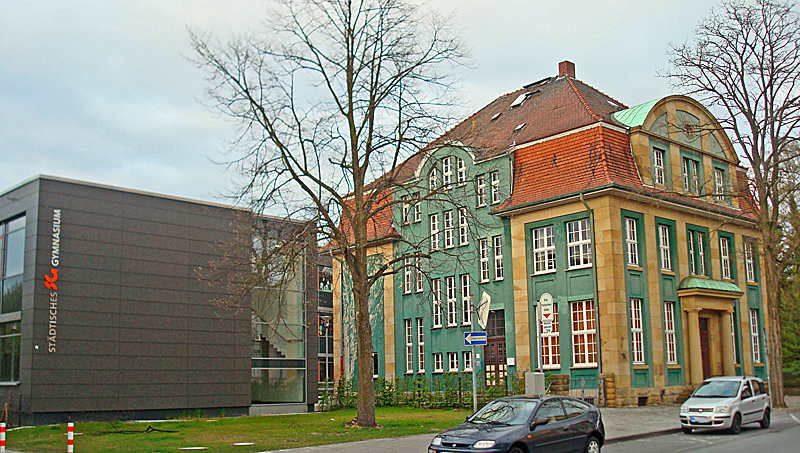
Liceo comunale